# Fièvre hémorragique argentine
 Mise en garde médicale
La fièvre hémorragique argentine (AHF) ou maladie d'O'Higgins, également connue en Argentine sous le nom de mal de los rastrojos (maladie du chaume), est une fièvre hémorragique, une zoonose sévissant en Argentine. Elle est provoquée par le virus de Junín (un Mammarenavirus, étroitement apparenté au virus du Machupo, agent causal de la fièvre hémorragique bolivienne). Son vecteur est une espèce de rongeurs, la souris du maïs (Calomys musculinus (en)).

## Épidémiologie
La maladie a été signalée pour la première dans une petite bourgade appelée O'Higgins (es) dans la province de Buenos Aires, en Argentine en 1958, qui lui a donné l'un des noms sous lesquels elle est connue. Diverses théories ont été proposées sur la nature de cette affection : on a suggéré qu'il s'agissait de la maladie de Weil, ou leptospirose, ou encore qu'elle était due à la pollution chimique. Elle a été associée aux champs contenant les chaumes après la récolte, d'où un autre de ses noms.
La zone d'endémie de l'AHF couvre environ 150 000 km2, ce qui correspond aux provinces de Buenos Aires, de Córdoba, de Santa Fe et de la Pampa, soit une population exposée d'environ 5 millions de personnes.
Le vecteur, un petit rongeur connu localement sous le nom de ratón maicero (es) (« la souris du maïs », Calomys musculinus), souffre d'infections chroniques asymptomatiques, et propage le virus par le biais de la salive et de l'urine. L'infection est transmise par contact de la peau ou des muqueuses, ou par l'inhalation de particules infectées. Elle se rencontre surtout chez les personnes qui vivent ou qui travaillent dans les zones rurales, 80 % des personnes infectées sont des hommes entre 15 et 60 ans.

## Aspects cliniques
L'AHF est une maladie aigüe et grave qui peut évoluer vers la guérison ou la mort en 1 à 2 semaines. La durée d'incubation de la maladie varie entre 10 et 12 jours, puis apparaissent les premiers symptômes : fièvre, maux de tête, faiblesse, et perte d'appétit. Ils s'intensifient moins d'une semaine plus tard, obligeant les personnes infectées à se coucher, avec l'apparition de signes de gravité comme des troubles vasculaires, rénaux, hématologiques et neurologiques. Cette phase dure environ 3 semaines.
En l'absence de traitement, la mortalité de l'AHF atteint 15 à 30 %. Le traitement spécifique consiste à injecter le plasma de patients guéris, méthode qui, si elle est commencée suffisamment précocement, est extrêmement efficace et réduit la mortalité à 1 %. La Ribavirine a également suscité certains espoirs dans le traitement des maladies à  Arenavirus.
La maladie a été détectée pour la première dans les années 1950 dans le quartier de Junín à Buenos Aires, après quoi son agent, le virus de Junín, a reçu ce nom à son identification en 1958. L'espèce a depuis été rebaptisée Mammarenavirus argentin. Dans les premières années, environ 1 000 cas par an ont été répertoriés, avec un taux de mortalité élevé (plus de 30 %). L'introduction initiale de sérums thérapeutiques dans les années 1970 a réduit cette létalité.

### Vaccin
Le  Candid #1 un vaccin pour l'AHF a été mis au point en 1985 par le virologue argentin le Dr Julio Barrera Oro. Le vaccin a été fabriqué par le Salk Institute aux États-Unis, et a été disponible en Argentine en 1990.
Le  Candid #1 a été administré à une population adulte à haut risque et son efficacité a été évaluée à 95,5 %. Le 29 août 2006, le  Maiztegui Institute a obtenu la certification pour la production du vaccin en Argentine. Un plan de vaccination est encore à finaliser, mais un budget établi pour 2007 a permis de produire  390 000 doses, à  8 AR $ chacune (environ 2.6 US$ ou 2 € à l'époque). L'Institut avait la capacité de fabriquer, en un an, les 5 millions de doses nécessaires pour vacciner l'ensemble de la population de la zone d'endémie.
Entre 1991 et 2005, plus de 240 000 personnes ont été vaccinées, avec pour conséquence une importante diminution du nombre de cas signalés (94 cas suspects et 19 confirmés en 2005).
Le vaccin Junín a également prouvé qu'il conférait une immunité croisée avec le virus du Machupo et, à ce titre, est considéré comme un traitement potentiel pour la fièvre hémorragique bolivienne.

## Utilisation comme arme biologique
La fièvre hémorragique d'Argentine était l'une des trois fièvres hémorragiques et l'un des douze d'agents figurant sur une liste que les États-Unis avait établie pour mener des recherches sur leur potentiel d'utilisation comme arme biologique avant que ce pays suspende son programme d'armes biologiques. L'Union soviétique a également conduit des programmes de recherche et de développement sur le potentiel d'utilisation de la fièvre hémorragique comme arme biologique.